# Réserve naturelle régionale du marais les trous de Leu

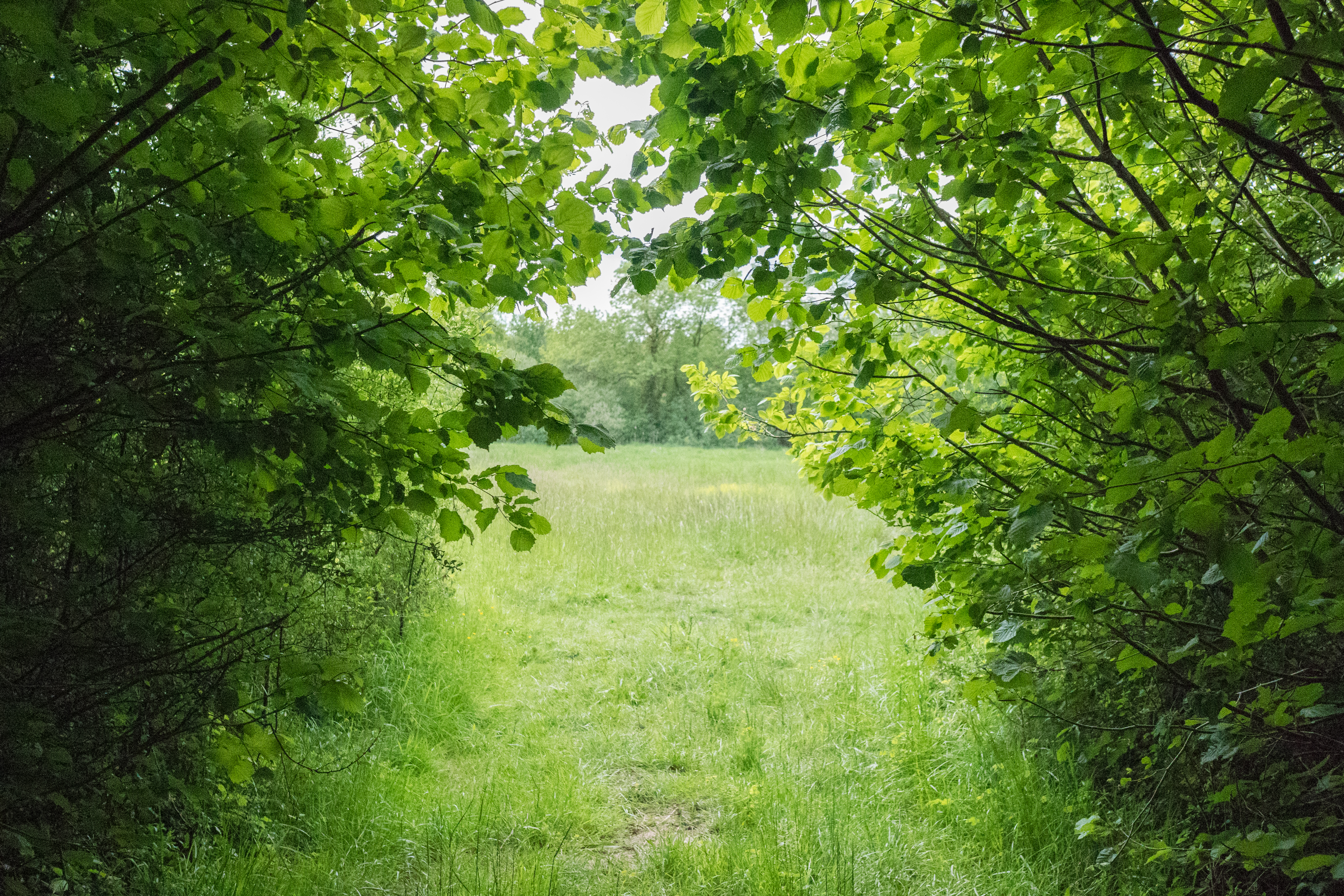
Sortie du bois vers la prairie de la réserve.

La réserve naturelle régionale du marais « les trous de Leu » (RNR275) est une réserve naturelle régionale située en Champagne-Ardenne dans la région Grand Est. Classée en 2014, elle occupe une surface de 33 hectares et protège une zone humide à proximité de Reims.

## Localisation

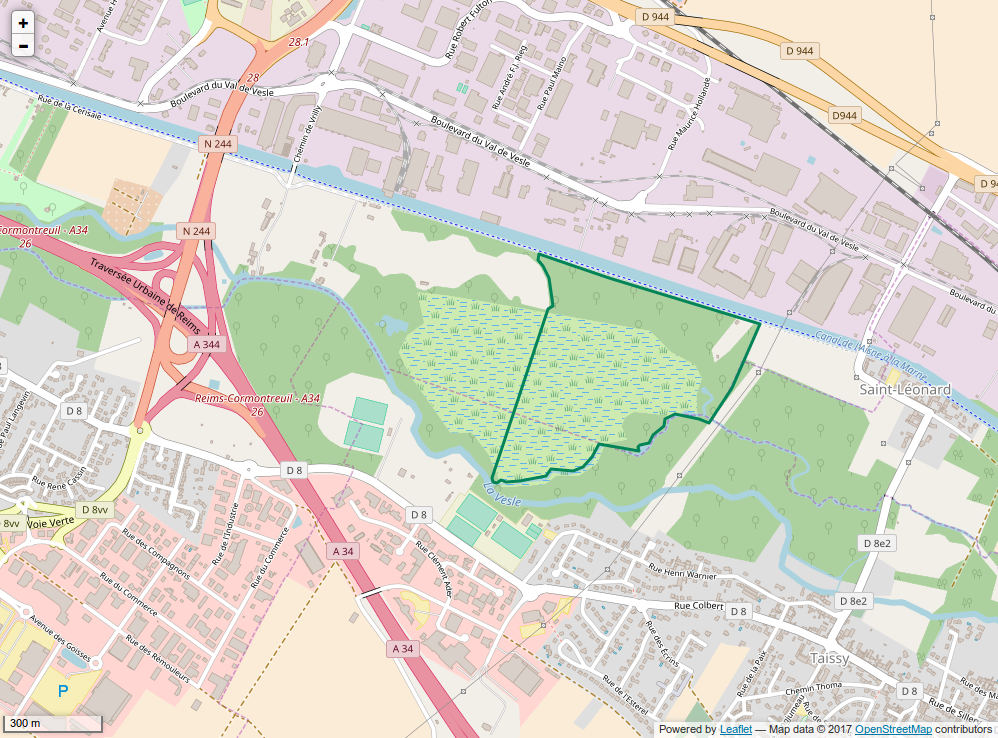
Périmètre de la réserve naturelle.

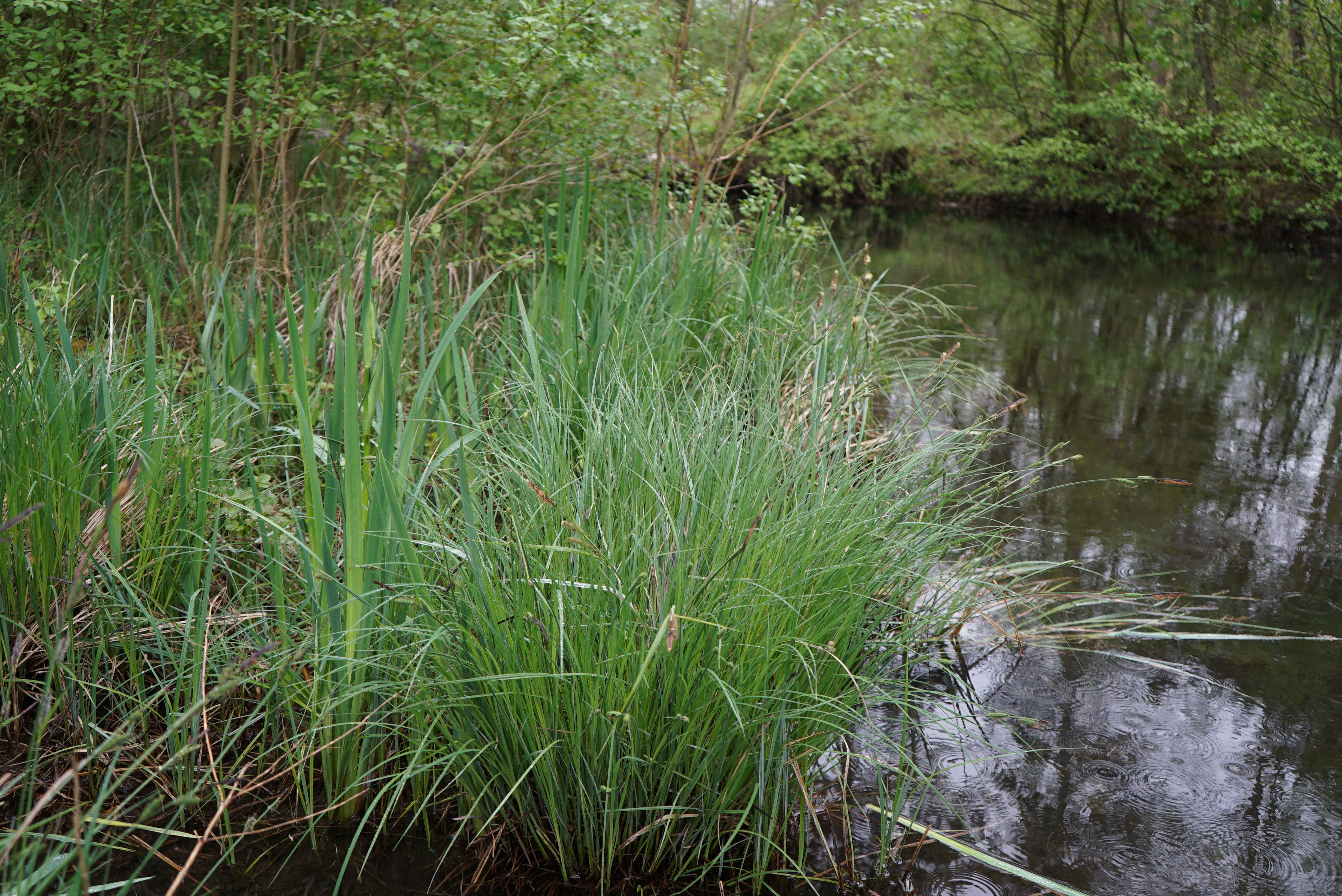
Laiches en bord de Vesle.

Le territoire de la réserve naturelle est dans le département de la Marne, sur les communes de Reims et Taissy. Il a la forme d'un triangle et occupe une surface de 33,11 hectares entre la Coulée verte (canal de l'Aisne à la Marne) et la Vesle.

## Histoire du site et de la réserve
Le site est propriété du Conservatoire d'espaces naturels de Champagne Ardenne depuis décembre 2012.

## Écologie (biodiversité, intérêt écopaysager…)

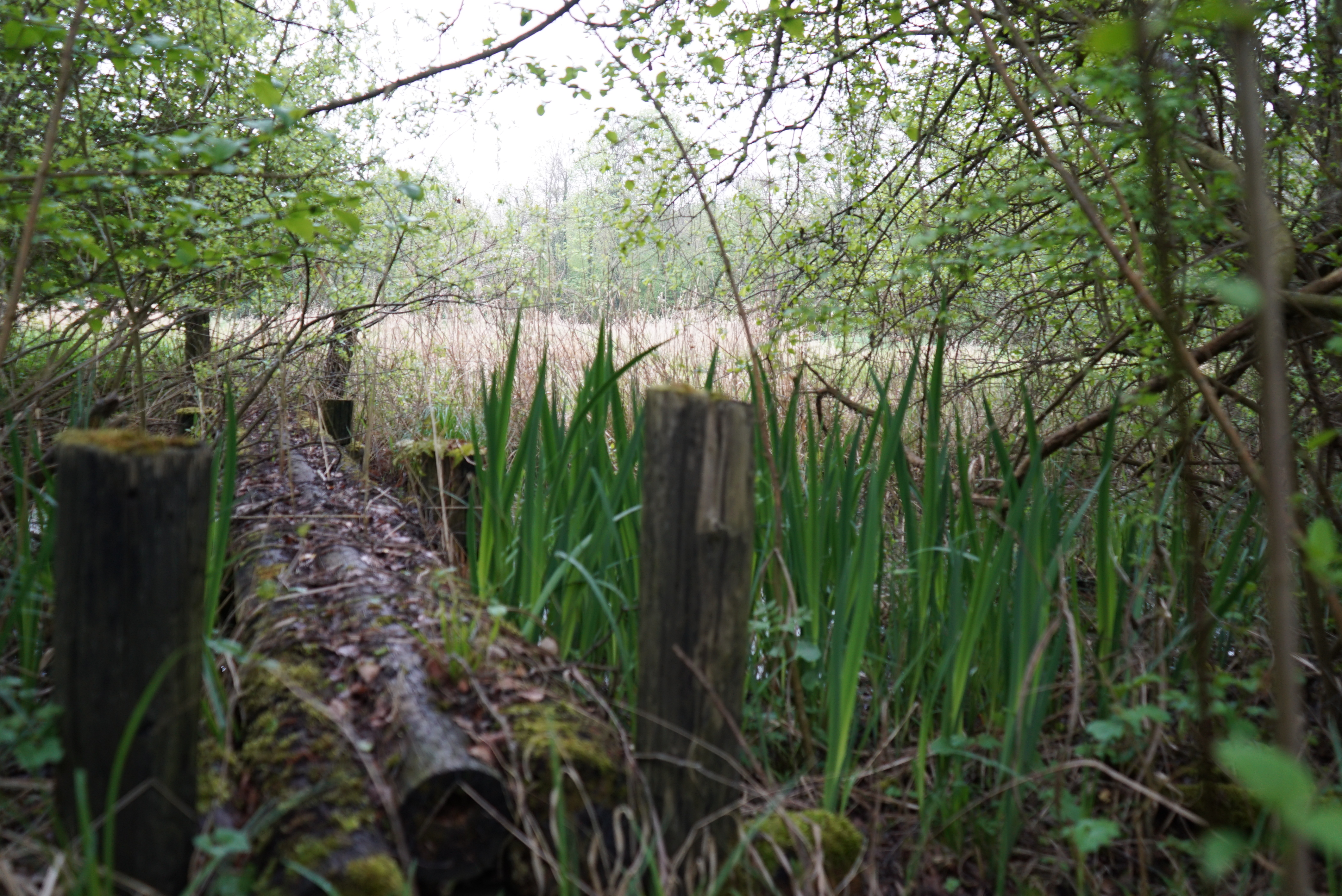
Vue du marais.

Le site se trouve entre le canal de l'Aisne à la Marne et la Vesle sur des terres alluviales qui forment à la fois une forêt, une prairie et une zone marécageuse. Il fait partie des milieux les mieux conservés de la vallée de la Vesle et constitue un point de forte biodiversité.
Les milieux présents sont variés : tourbière basse alcaline, bas-marais, mégaphorbiaie, roselière, végétations aquatiques, boisements (saulaie, chênaie, bétulaie, forêt alluviale), prairie mésohygrophile, haute-friche nitrophile.

### Flore

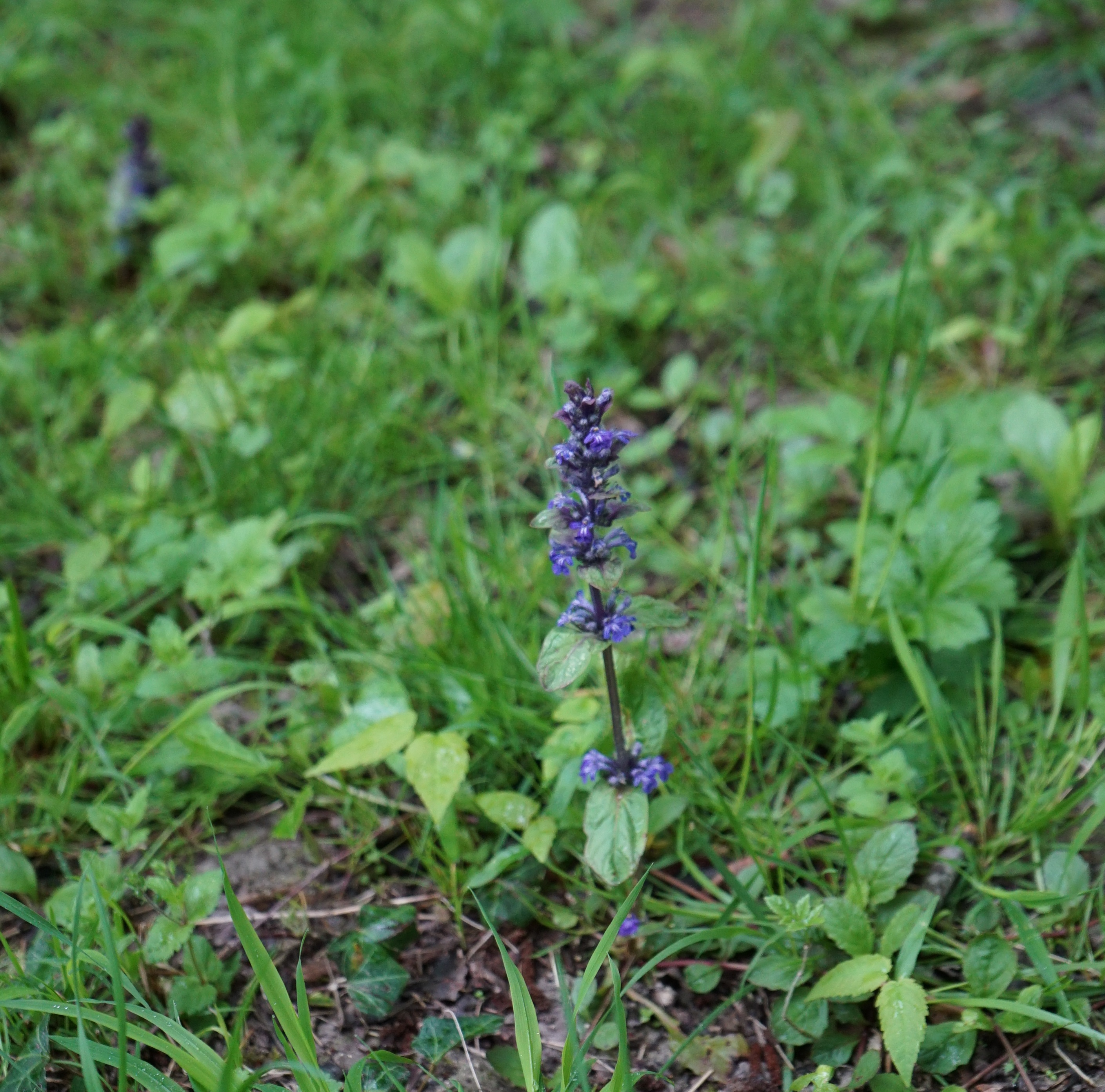
Bugle rampant.

La flore du site compte une centaine d'espèces dont la Grande douve protégée au niveau national, la Laiche paradoxale, la Laiche filiforme, le Laiteron des marais, le Rubanier nain, le Potamot coloré rares ou protégés régionalement. D'autres espèces sont patrimoniales comme l'Œnanthe de Lachenal, l'Orchis incarnat, le Saule rampant ou l'Utriculaire commune.

### Faune

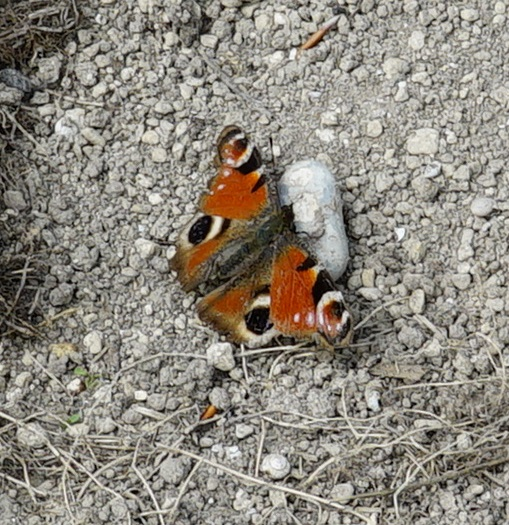
Paon du jour.

L'avifaune compte le Martin-pêcheur d'Europe, la Bécassine sourde et la Pie-grièche écorcheur. Pour les libellules, on peut citer la Grande æschne et la Cordulie métallique. Deux espèces d'orthoptères sont inscrites sur la liste rouge régionale : le Criquet ensanglanté et le Conocéphale des roseaux. Les amphibiens et reptiles comptent la Grenouille agile et le Lézard vivipare. Pour les mammifères, le site est fréquenté par la Belette d'Europe, la Crossope aquatique ainsi que des chauves-souris (Oreillard gris, Pipistrelle commune, Vespertilion de Daubenton, Vespertilion à moustaches et Vespertilion de Natterer).
Dans la Vesle sont présents l'Ablette, le Brochet, le Gardon et la Vandoise.

## Intérêt touristique et pédagogique

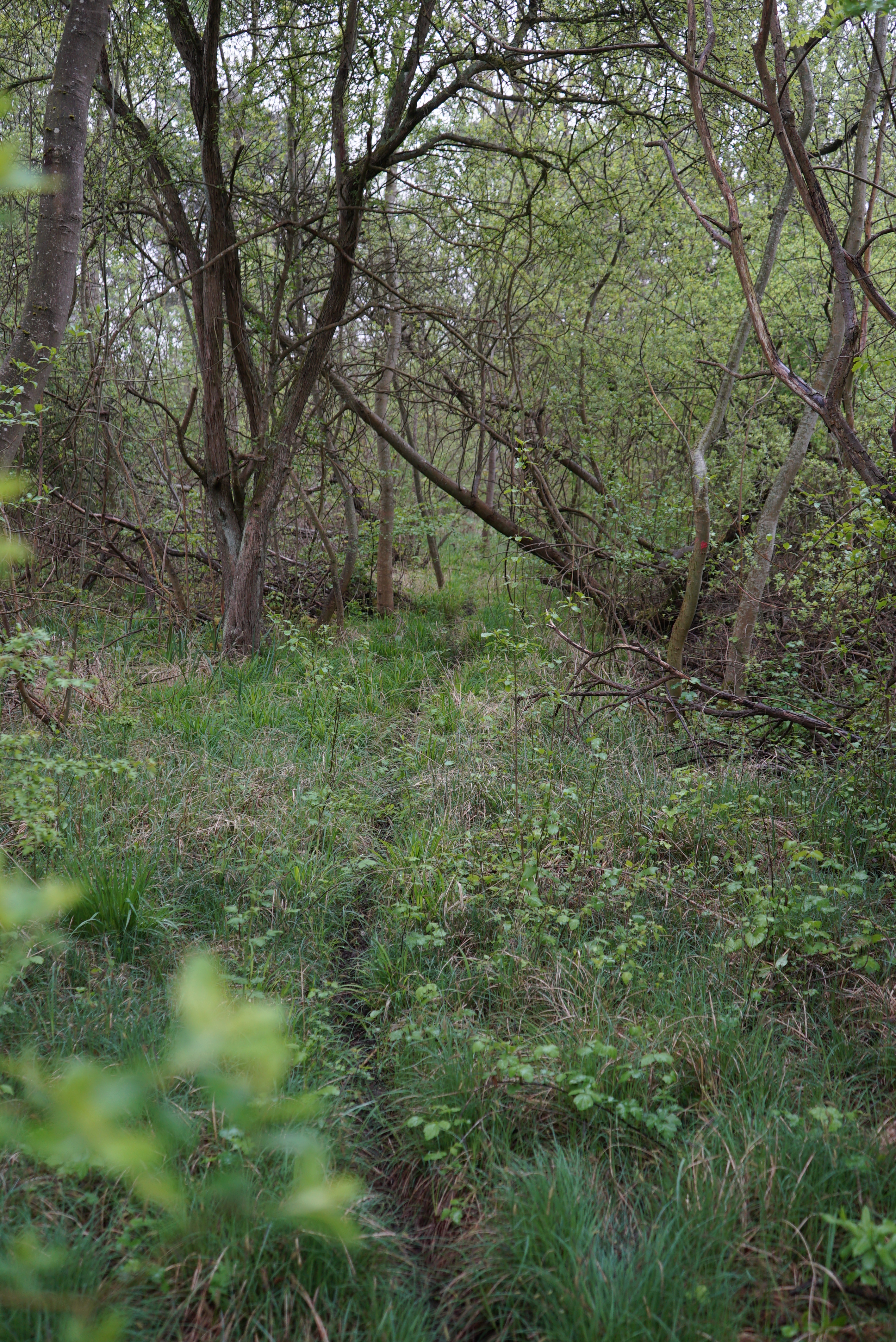
Sentier sur le site.

Actuellement, la réserve naturelle n'est pas encore aménagée pour l'accueil du public. La réglementation précise que « la circulation et le stationnement des personnes ne seront autorisés dans la réserve que sur les sentiers et points d’observation aménagés à cet effet et à pied, d’avril à fin août de chaque année ». Le gestionnaire peut organiser des visites.

## Administration, plan de gestion, règlement
La réserve naturelle est gérée par le Conservatoire d'espaces naturels de Champagne Ardenne. Le plan de gestion est en cours d'élaboration.

### Outils et statut juridique
La réserve naturelle a été créée par une délibération du Conseil régional du 20 janvier 2014 pour une durée de 10 ans renouvelable.
Le site fait également partie des zonages suivants :
- ZNIEFF de type I no FR210015514 « Tourbière alcaline les Trous de Leu à l’ouest de Saint-Léonard »
- Site Natura 2000 no FR20100284 « Marais de la Vesle en amont de Reims »

## Galerie d'images

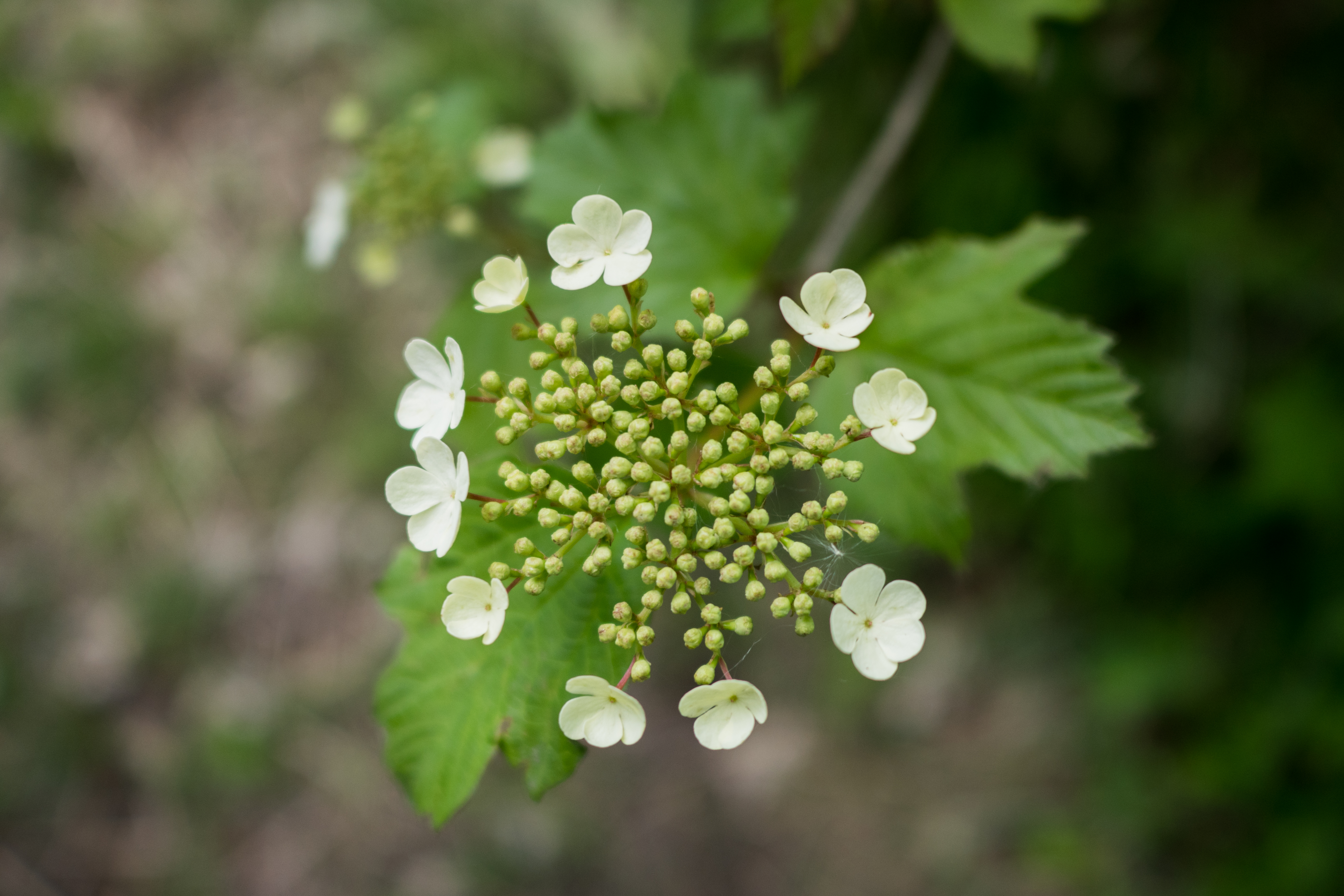
Fleur de viorne obier.
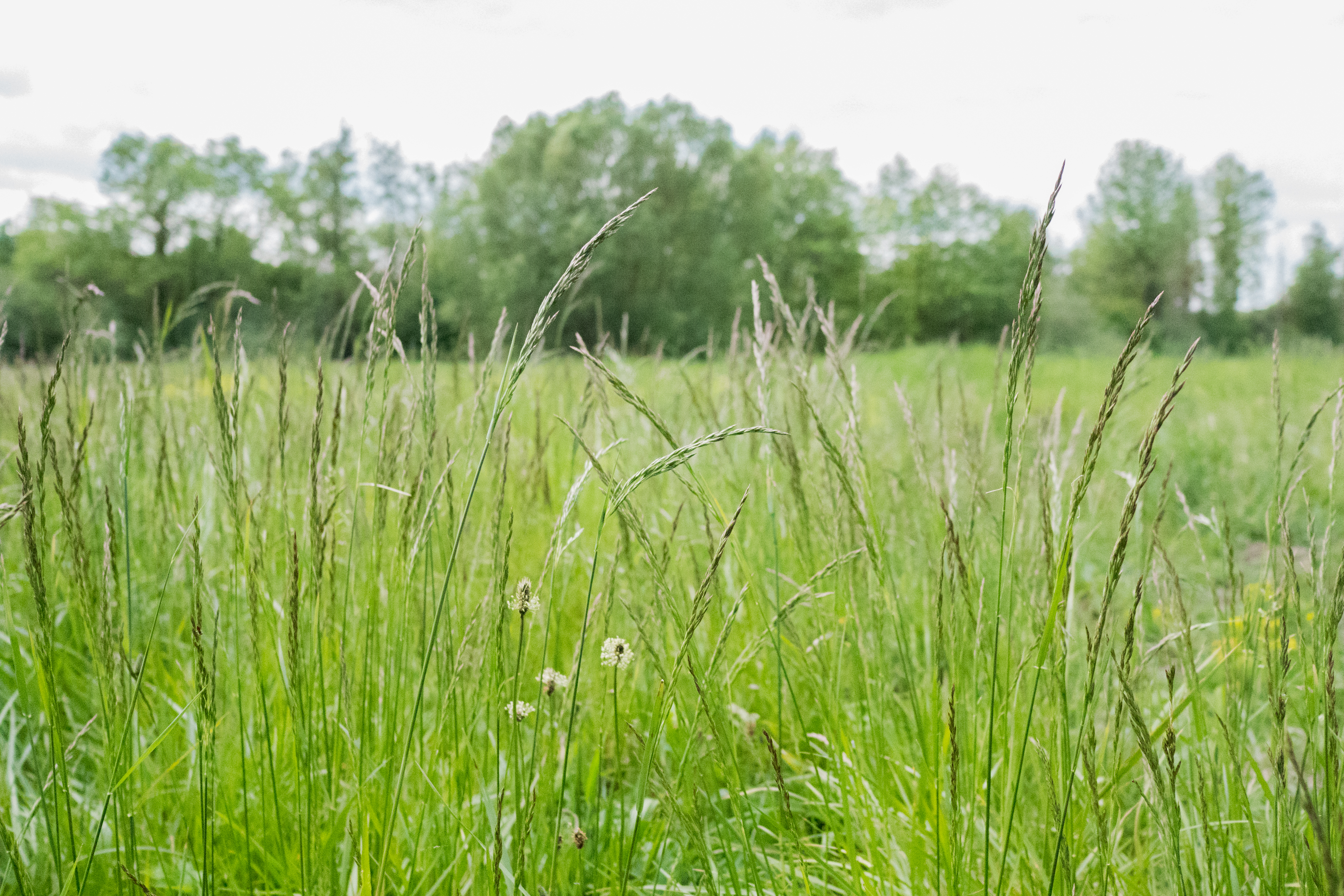
Graminées dans la prairie.
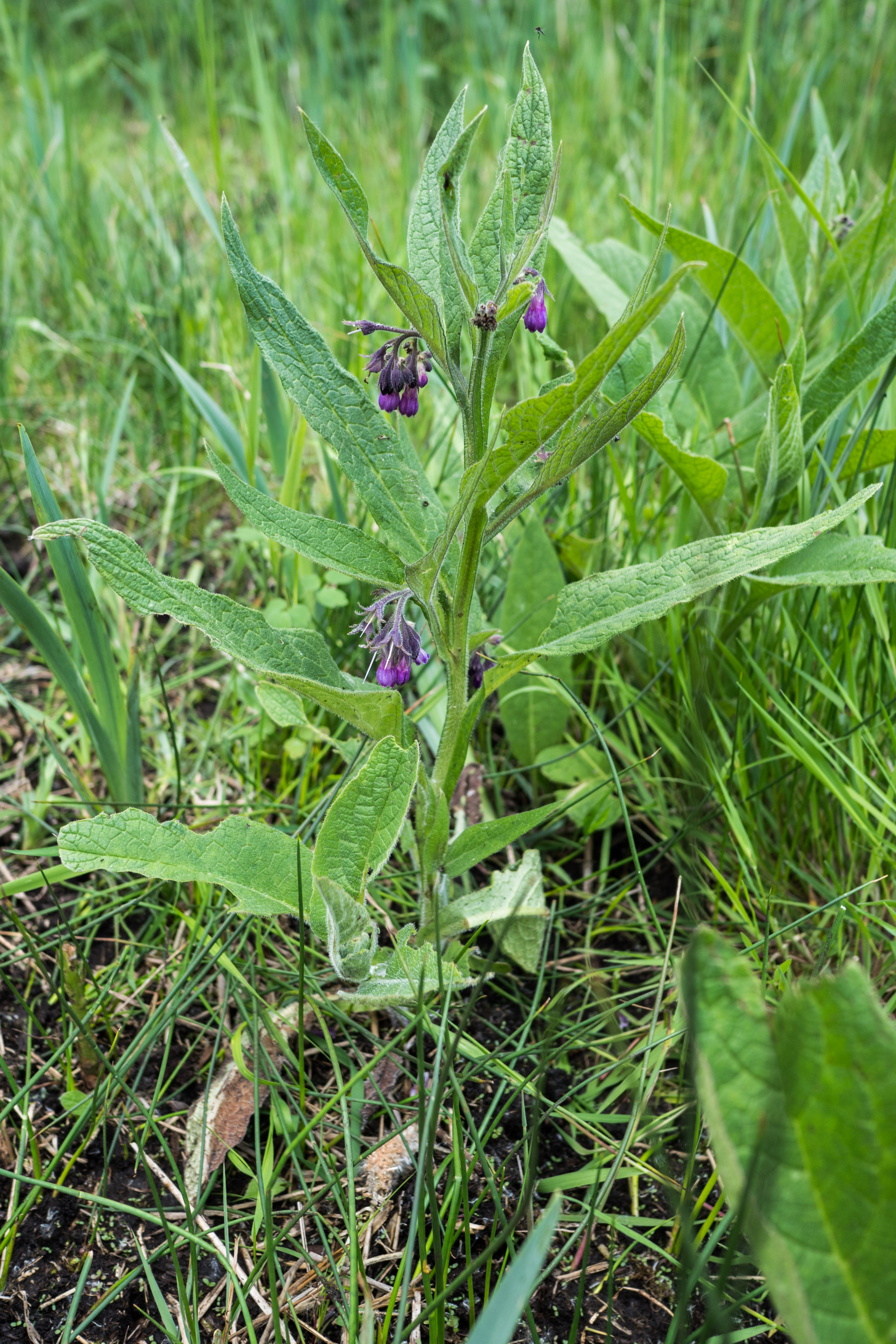
Consoude aux fleurs violettes.
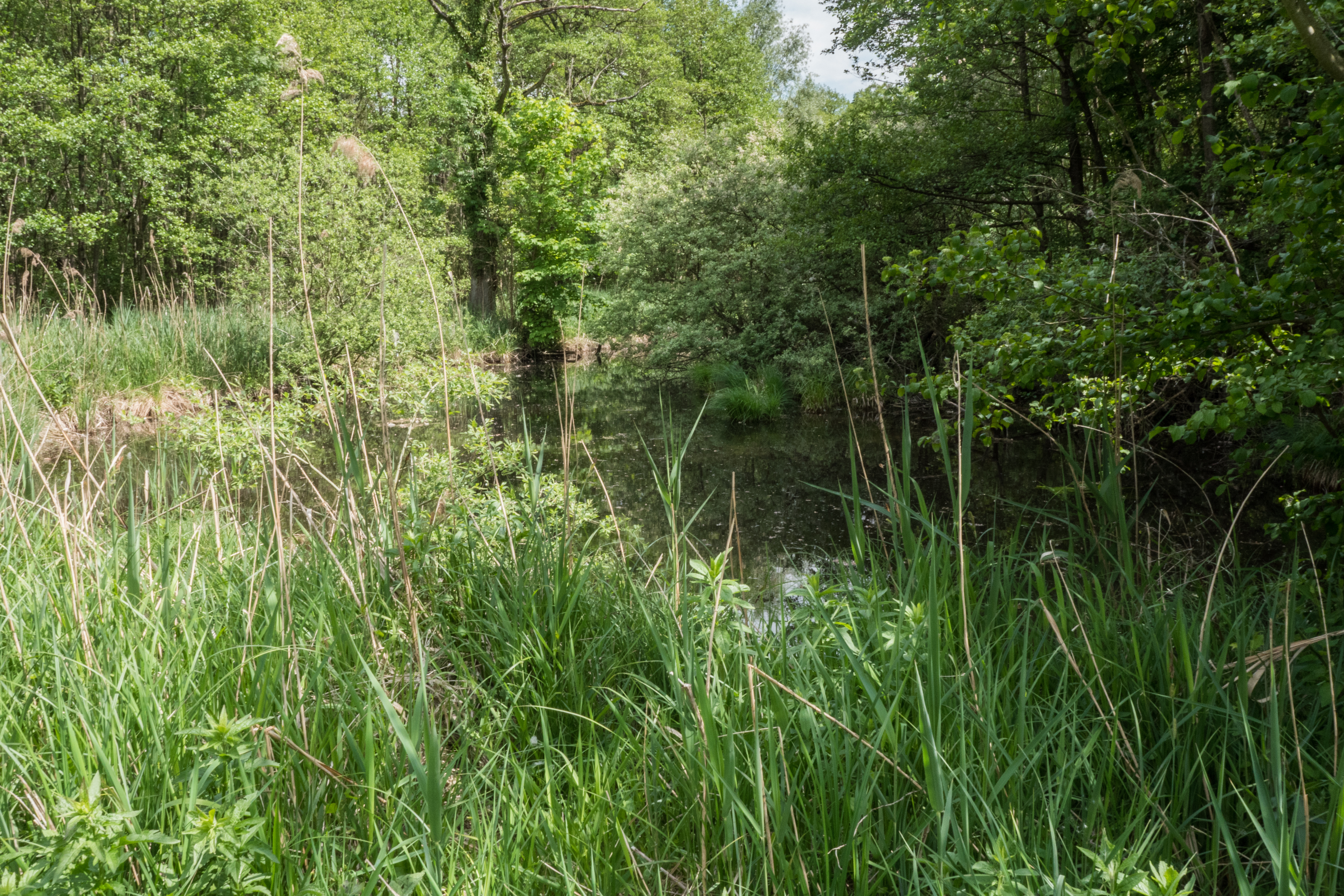
Eau dans le marais.
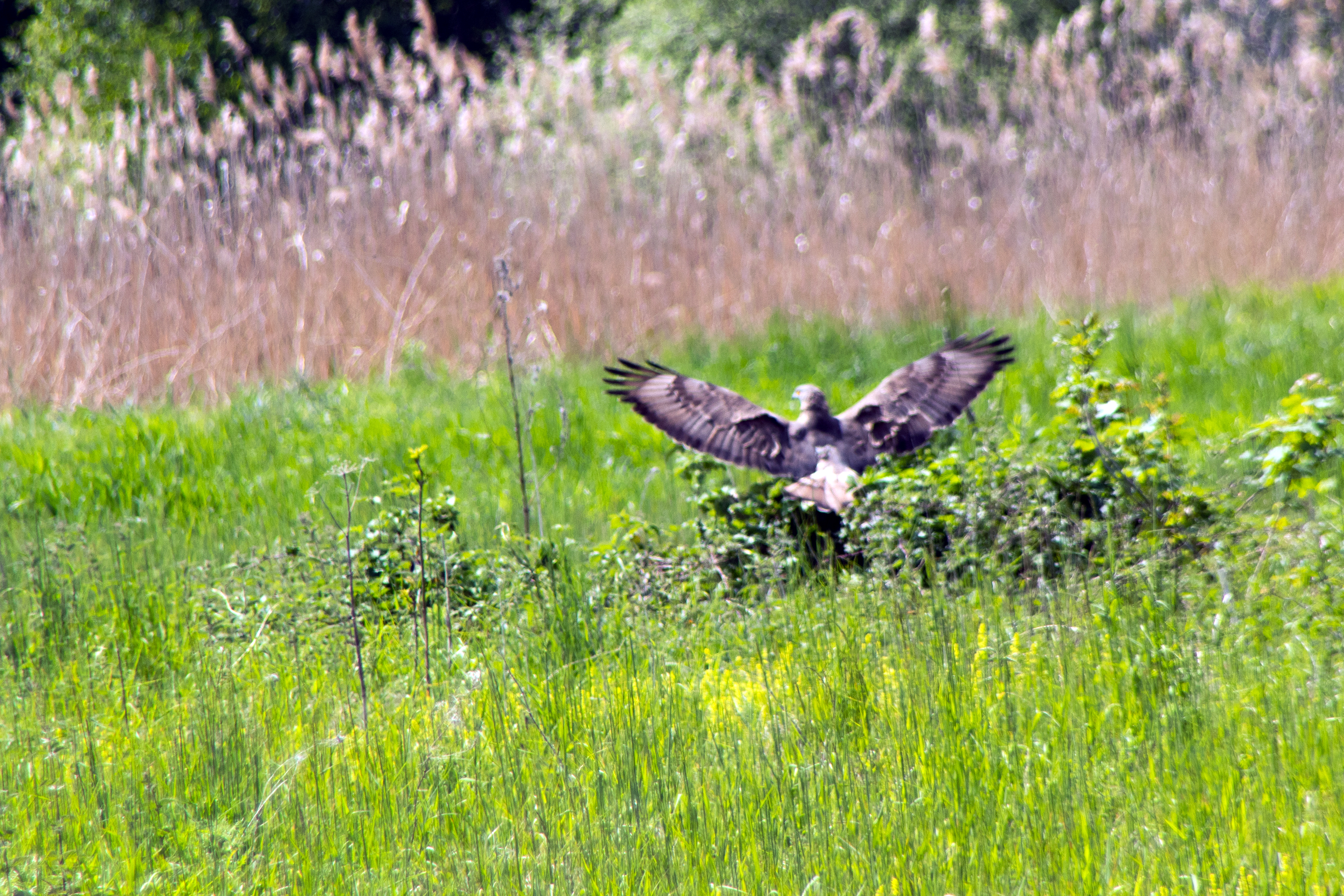
Rapace.
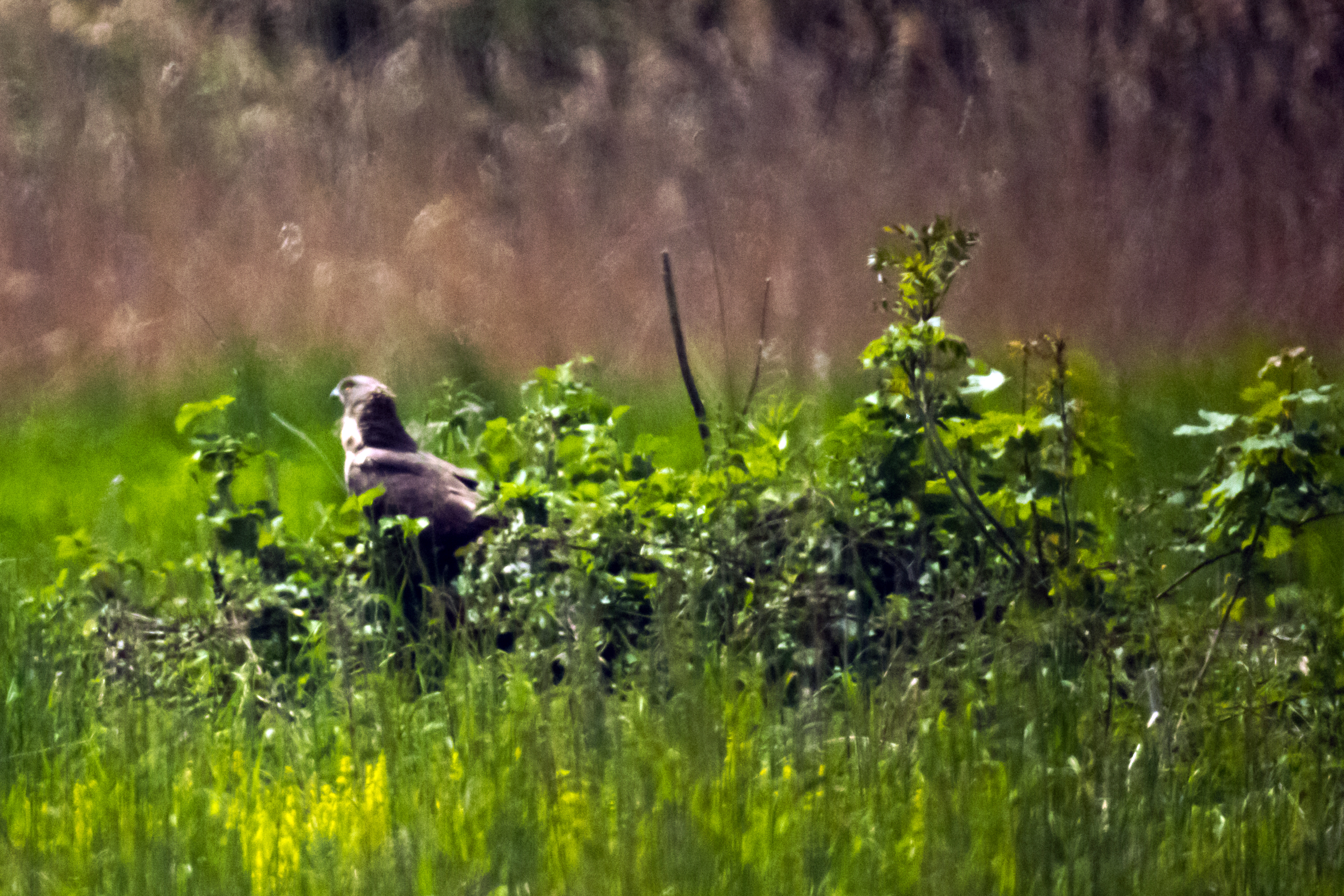
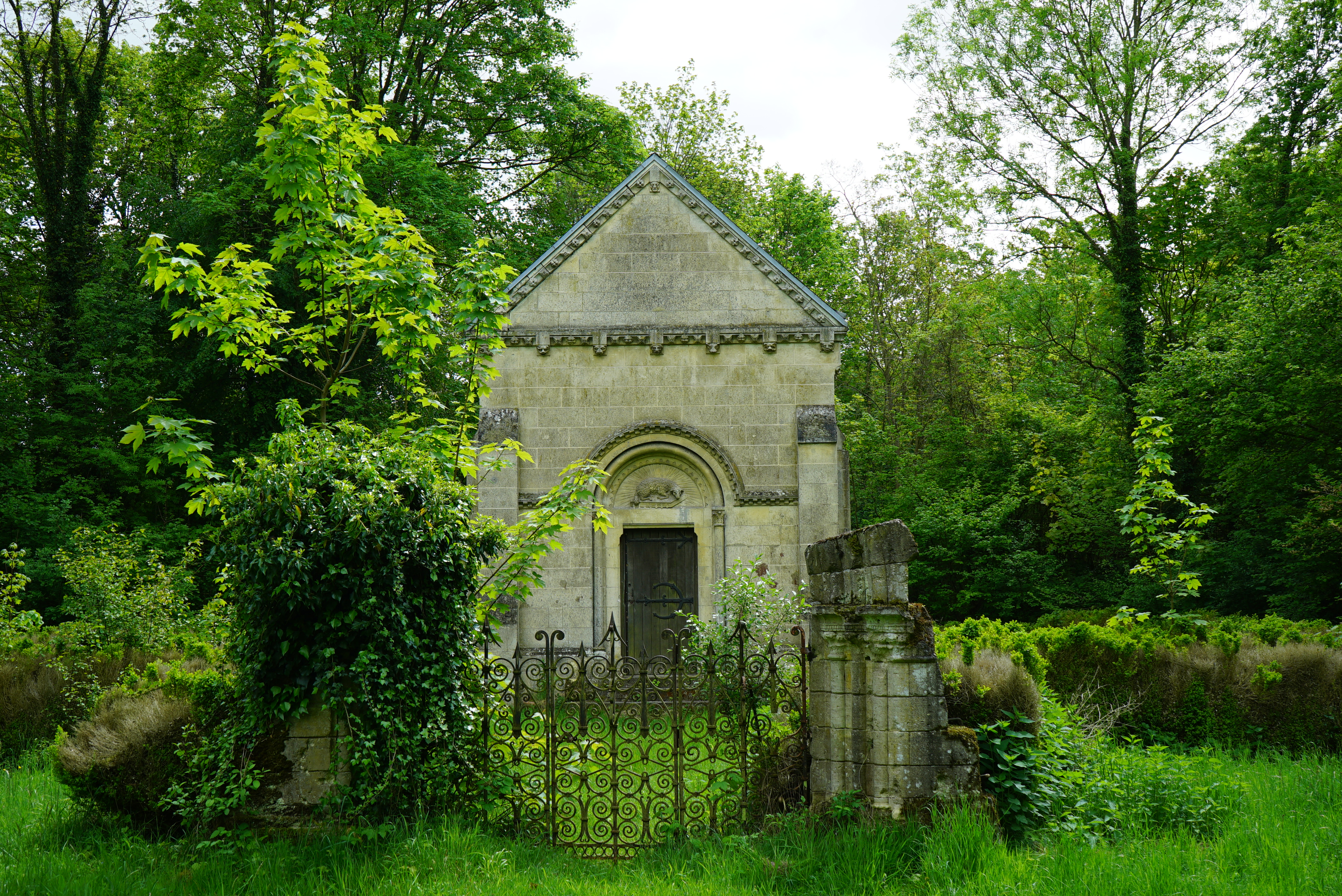
Chapelle et
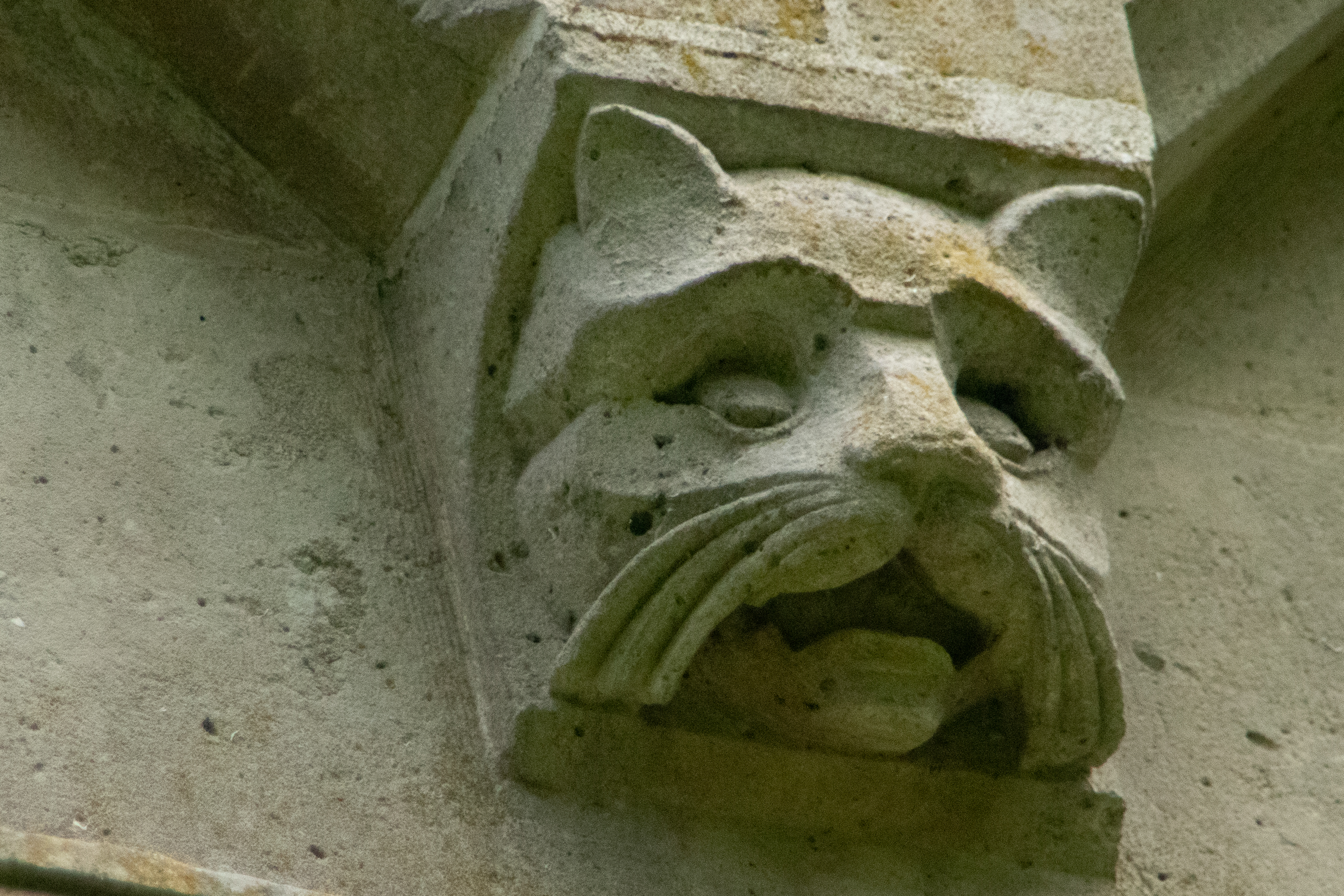
une sculpture.
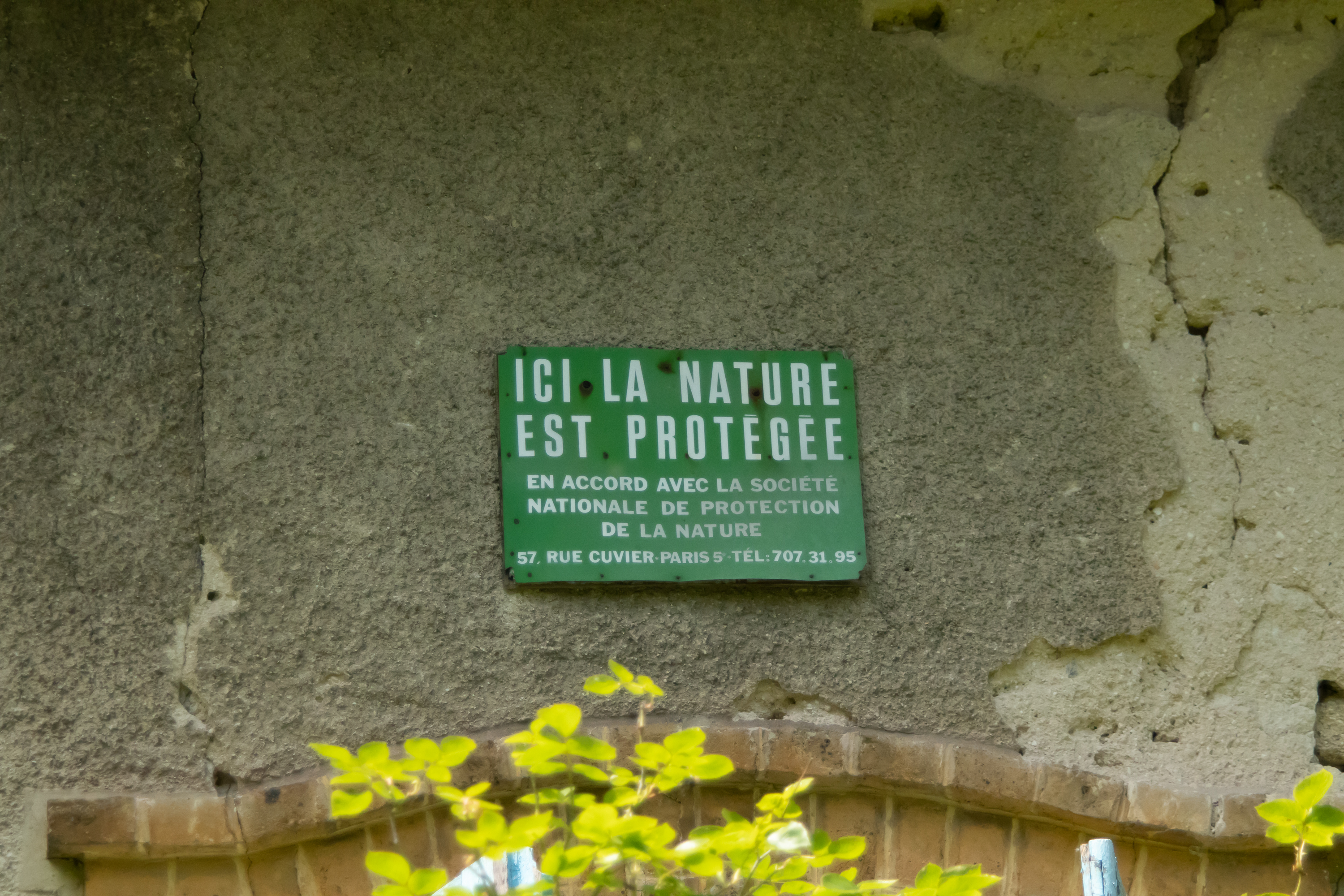
Plaque.